# Кембридж-Нерровс
Кембридж-Нерровс (англ. Cambridge-Narrows) — село в Канаді, у провінції Нью-Брансвік, у складі графства Квінс.

## Населення
За даними перепису 2016 року, село нараховувало 562 особи, показавши скорочення на 9,4%, порівняно з 2011-м роком. Середня густина населення становила 5,2 осіб/км².
З офіційних мов обидвома одночасно володіли 50 жителів, тільки англійською — 510, а 5 — жодною з них. Усього 20 осіб вважали рідною мовою не одну з офіційних.
Працездатне населення становило 42,9% усього населення, рівень безробіття — 14,3%.
Середній дохід на особу становив $38 799 (медіана $32 928), при цьому для чоловіків — $43 633, а для жінок $34 522 (медіани — $40 320 та $24 832 відповідно).
31,6% мешканців мали закінчену шкільну освіту, не мали закінченої шкільної освіти — 15,3%, 53,1% мали післяшкільну освіту, з яких 19,2% мали диплом бакалавра, або вищий.
| Статево-вікова структура населення | Статево-вікова структура населення | Статево-вікова структура населення | Статево-вікова структура населення | Статево-вікова структура населення |
| ---------------------------------- | ---------------------------------- | ---------------------------------- | ---------------------------------- | ---------------------------------- |
|                                    |                                    |                                    |                                    |                                    |
| Всього                             | Всього                             | 50,4%49,6%                         |                                    |                                    |
| 0 — 14 років                       | 0 — 14 років                       |                                    | 8,2%                               | 8,2%                               |
| 15 — 64 років                      | 15 — 64 років                      |                                    | 56,4%                              | 56,4%                              |
| 65 і більше                        | 65 і більше                        |                                    | 35,5%                              | 35,5%                              |
| 85 і більше                        | 85 і більше                        |                                    | 3,6%                               | 3,6%                               |
| Середній вік (років)               | Середній вік (років)               | 54,354,9                           | 54,6                               | 54,6                               |
| Медіана (років)                    | Медіана (років)                    | 58,560,4                           | 59,4                               | 59,4                               |
| — чоловіки — жінки                 |                                    |                                    |                                    |                                    |

| Походження мешканців:     | Походження мешканців:     | Походження мешканців: | Походження мешканців: | Походження мешканців: |
| ------------------------- | ------------------------- | --------------------- | --------------------- | --------------------- |
| Походження                |                           |                       | осіб                  | %                     |
| Корінні американці        | Корінні американці        |                       | 10                    | 1.83%                 |
| Інше північноамериканське | Інше північноамериканське |                       | 265                   | 48.62%                |
| Європейське               | Європейське               |                       | 370                   | 67.89%                |
| британське                | британське                |                       | 335                   | 61.47%                |
| французьке                | французьке                |                       | 65                    | 11.93%                |

## Клімат
Середня річна температура становить 5,6°C, середня максимальна – 23,1°C, а середня мінімальна – -14,5°C. Середня річна кількість опадів – 1 120 мм.
| Клімат поселення                              | Клімат поселення | Клімат поселення | Клімат поселення | Клімат поселення | Клімат поселення | Клімат поселення | Клімат поселення | Клімат поселення | Клімат поселення | Клімат поселення | Клімат поселення | Клімат поселення | Клімат поселення |
| Показник                                      | Січ.             | Лют.             | Бер.             | Квіт.            | Трав.            | Черв.            | Лип.             | Серп.            | Вер.             | Жовт.            | Лист.            | Груд.            |                  |
| Середній максимум, °C                         | −3,33            | −1,92            | 3,24             | 9,48             | 15,99            | 21,15            | 23,14            | 22,53            | 17,62            | 11,68            | 5,91             | −1,53            |                  |
| Середня температура, °C                       | −8,89            | −7,47            | −2,32            | 3,93             | 10,42            | 15,60            | 19,27            | 18,69            | 13,76            | 7,82             | 2,03             | −5,41            |                  |
| Середній мінімум, °C                          | −14,45           | −13,02           | −7,87            | −1,62            | 4,87             | 10,04            | 15,40            | 14,80            | 9,89             | 3,95             | −1,82            | −9,27            |                  |
| Норма опадів, мм                              | 104              | 77               | 95               | 89               | 101              | 84               | 86               | 76               | 91               | 104              | 108              | 105              |                  |
| Середньомісячна швидкість вітру, м/с          | 3.47             | 3.47             | 3.63             | 3.57             | 3.20             | 2.80             | 2.50             | 2.40             | 2.60             | 3.00             | 3.20             | 3.44             |                  |
| Середньомісячна сонячна радіація, кДж/м²·день | 5309             | 8665             | 12320            | 15293            | 18184            | 20297            | 20008            | 17740            | 13260            | 8480             | 4993             | 4086             |                  |
| --------------------------------------------- | ---------------- | ---------------- | ---------------- | ---------------- | ---------------- | ---------------- | ---------------- | ---------------- | ---------------- | ---------------- | ---------------- | ---------------- | ---------------- |
| Джерело:                                      |                  |                  |                  |                  |                  |                  |                  |                  |                  |                  |                  |                  |                  |